# Youri Tielemans
Youri Marion A. Tielemans (sinh ngày 7 tháng 5 năm 1997) là một cầu thủ bóng đá chuyên nghiệp người Bỉ hiện đang thi đấu ở vị trí tiền vệ cho câu lạc bộ Premier League Aston Villa và đội tuyển bóng đá quốc gia Bỉ.

## Sự nghiệp câu lạc bộ

### Anderlecht
Tielemans là sản phẩm của học viện cầu thủ trẻ của Anderlecht và ký hợp đồng chuyên nghiệp đầu tiên với câu lạc bộ ở tuổi 16.
Vào ngày 21 tháng 7 năm 2013, anh lần đầu tiên được đưa vào đội hình chính với tư cách là cầu thủ dự bị không được sử dụng trong chiến thắng 1–0 trước Genk tại Siêu cúp bóng đá Bỉ 2013. Vào ngày 28 tháng 7 năm 2013, anh ra mắt đội một Anderlecht trong trận thua 2–3 trên sân nhà ở ngày thi đấu mở màn của Giải bóng đá vô địch quốc gia Bỉ gặp Lokeren khi thay thế Sacha Kljestan bị chấn thương sau 25 phút đầu. Anh trở thành cầu thủ trẻ thứ tư ra mắt trong lịch sử giải đấu.
Vào ngày 2 tháng 10 năm 2013, anh trở thành cầu thủ Bỉ trẻ nhất chơi ở UEFA Champions League khi đá chính trong trận đấu với Olympiakos khi mới 16 tuổi 148 ngày. Anh đã chơi tổng cộng 29 trận, trong đó có 21 trận đá chính, và đặc biện trong trận chiến thắng 3–0 trước Club Brugge tại Sân vận động Constant Vanden Stock vào ngày 6 tháng 4 năm 2014. Trong trận đấu đó, anh đã ghi bàn mở tỷ số và cũng thực hiện một pha kiến tạo cho Cyriac để giúp Anderlecht vô địch Giải bóng đá vô địch quốc gia Bỉ 2013–14. Tielemans đã giành giải Cầu thủ trẻ xuất sắc nhất năm của Bỉ trong hai mùa giải đầu tiên.
Tielemans ghi 13 bàn trong 37 trận đấu ở Giải vô địch bóng đá quốc gia Bỉ khi Anderlecht vô địch Giải vô địch bóng đá quốc gia Bỉ 2016–17. Anh đã giành được Giải thưởng giày Ebony năm 2017 cho cầu thủ xuất sắc nhất gốc Phi và được vinh danh là Cầu thủ bóng đá chuyên nghiệp Bỉ xuất sắc nhất 2016–17. Anh ghi 5 bàn trong 15 trận đấu tại UEFA Europa League 2016–17, đưa câu lạc bộ lọt vào tứ kết và được chọn vào Đội hình của mùa giải.

### AS Monaco
Vào ngày 24 tháng 5 năm 2017, Tielemans gia nhập nhà vô địch Ligue 1 2016–17, AS Monaco, theo bản hợp đồng có thời hạn 5 năm với mức phí khoảng 25 triệu euro. Anh chơi trọn vẹn 90 phút và kiến tạo bàn mở tỷ số cho Djibril Sidibé trong trận ra mắt cho Monaco vào ngày 29 tháng 7 tại Trophée des Champions tại Grand Stade de Tanger trong trận thua 2–1 trước Paris Saint-Germain. Vào ngày 4 tháng 8, Tielemans có trận ra mắt tại Ligue 1 trong chiến thắng 3–2 trên sân nhà trước Toulouse khi vào sân thay cho Radamel Falcao ở phút thứ 87. Anh chơi trọn 90 phút và ghi bàn thắng đầu tiên cho Monaco trong trận ra mắt tại các giải đấu thuộc UEFA vào ngày 13 tháng 9 trong trận đấu vòng bảng UEFA Champions League gặp RB Leipzig, khi gỡ hòa 1–1. Vào ngày 16 tháng 9, Tielemans chơi trọn vẹn trong trận ra mắt tại Ligue 1 trong chiến thắng 3–0 trên sân nhà trước Strasbourg sau khi chơi tổng cộng 56 phút với tư cách là cầu thủ dự bị trong 4 trận đầu tiên ở Ligue 1.
France Football đã ghi tên Tielemans vào danh sách những thất bại lớn nhất nửa đầu mùa giải và cả mùa giải nói chung. Anh ghi bàn thắng đầu tiên tại Ligue 1 trong ngày thi đấu thứ 31 vào ngày 2 tháng 9 năm 2018 trong trận thua 3–2 trên sân nhà trước Marseille.

### Leicester City
Vào ngày 31 tháng 1 năm 2019, Tielemans gia nhập câu lạc bộ Leicester City tại Premier League theo dạng cho mượn đến cuối mùa giải, với Adrien Silva chuyển đến AS Monaco theo dạng chuyển nhượng hoán đổi. Vào ngày 9 tháng 3, Tielemans ghi bàn thắng đầu tiên cho Leicester trong chiến thắng 3–1 trước Fulham.
Tielemans được mua đứt bởi Leicester City và gia nhập vĩnh viễn vào ngày 8 tháng 7 năm 2019 theo bản hợp đồng 4 năm với mức phí ước tính là 40 triệu bảng. Anh ghi bàn trong chiến thắng 3–1 trên sân nhà trước Bournemouth vào ngày 31 tháng 8, nhưng gây ra tranh cãi với một pha phạm lỗi với Callum Wilson, người đã thoát khỏi án phạt ngay cả khi đã tham khảo ý kiến với trợ lý trọng tài video. Quyết định đó đã là một sai lầm và Tielemans lẽ ra đã phải bị đuổi khỏi sân.
Vào ngày 15 tháng 5 năm 2021, Tielemans ghi bàn thắng duy nhất trong trận chung kết Cúp FA 2021 bằng một cú sút xa vào góc cao từ cự ly 27 m vào lưới Chelsea ở phút thứ 63 để giúp Leicester giành chức vô địch Cúp FA đầu tiên. Anh được mệnh danh là cầu thủ xuất sắc nhất trận đấu.

### Aston Villa
Vào ngày 10 tháng 6 năm 2023, Tielemans đã được chiêu mộ thành công theo dạng tự do bởi câu lạc bộ Aston Villa tại Premier League sau khi hợp đồng với Leicester City của anh hết hạn vào ngày 1 tháng 7. Tielemans ra mắt vào ngày 12 tháng 8 trong trận mở màn mùa giải, trong trận thua 5–1 trước Newcastle United khi anh vào sân thay thế Leon Bailey bị chấn thương trong hiệp một.
Vào ngày 26 tháng 10 năm 2023, Tielemans ghi bàn thắng đầu tiên cho Aston Villa trong chiến thắng 4–1 trên sân khách trước AZ Alkmaar tại UEFA Europa Conference League.

## Sự nghiệp quốc tế
Vào tháng 6 năm 2015, Tielemans được triệu tập vào đội tuyển quốc gia Bỉ tham dự vòng loại UEFA Euro 2016 gặp xứ Wales. Cuối cùng, anh đã ra mắt cho đội tuyển quốc gia vào ngày 9 tháng 11 năm 2016 trong trận hòa giao hữu 1–1 trên sân khách với đối thủ Hà Lan khi vào thay Steven Defour ở phút thứ 82.
Tielemans được đưa vào đội hình 23 người của huấn luyện viên Roberto Martínez để tham dự FIFA World Cup 2018 ở Nga. Anh thi đấu bốn trận trong giải đấu, bao gồm trận thắng 2–0 trước Anh ở trận tranh hạng ba.
Tielemans ghi bàn thắng đầu tiên cho tuyển Bỉ vào ngày 21 tháng 3 năm 2019 trong trận đấu gặp Nga tại vòng loại UEFA Euro 2020. Anh được triệu tập vào đội tuyển quốc gia để tham dự UEFA Euro 2020 bị trì hoãn vào tháng 5 năm 2021 và để tham dự FIFA World Cup 2022 ở Qatar. Tại World Cup, anh được thay ra ở hiệp một cho Amadou Onana khi đội đã giành chiến thắng vất vả với tỷ số 1–0 trước Canada trong trận mở màn. Anh là cầu thủ dự bị trong hai trận đấu khác của vòng bảng, trong đó Onana và sau đó là Leander Dendoncker đá chính cùng với Axel Witsel.

## Phong cách chơi bóng
Tielemans khởi đầu ở vị trí tiền vệ thủ nhưng được huấn luyện viên Besnik Hasi của Anderlecht chuyển sang vai trò tấn công nhiều hơn, nơi anh ghi những bàn thắng từ cự ly xa và được so sánh với Frank Lampard và Axel Witsel. Một hồ sơ năm 2015 của Sky Sports đã ghi nhận tính linh hoạt của anh ở vị trí tiền vệ phòng ngự hoặc tiền vệ tấn công và đã đưa ra kết luận rằng tốc độ, khả năng chuyền bóng và khả năng sút của anh phù hợp hơn ở vai trò tiền vệ tấn công. Paul Van Himst, cựu cầu thủ Anderlecht và tuyển thủ Bỉ, đồng thời đã nói rằng Tielemans có kỹ năng chuyền bóng cự ly dài tốt.

## Đời tư
Tielemans sinh ra ở Sint-Pieters-Leeuw, Vlaams-Brabant, Bỉ, có cha là người gốc Vlaanderen và mẹ là người gốc Cộng hòa Dân chủ Congo. Anh đi học cho đến lúc 18 tuổi khi kết hợp việc học với sự nghiệp bóng đá chuyên nghiệp của mình. Tính đến năm 2020, anh sống ở làng Quorn ở Leicestershire cùng với vợ tên Mendy và ba cô con gái của họ.

## Thống kê sự nghiệp

### Câu lạc bộ
Tính đến 19 tháng 5 năm 2024
| Câu lạc bộ            | Mùa giải            | Giải vô địch        | Giải vô địch | Giải vô địch | Cúp quốc gia | Cúp quốc gia | Cúp Liên đoàn | Cúp Liên đoàn | Châu lục | Châu lục | Khác | Khác | Tổng cộng | Tổng cộng |
| Câu lạc bộ            | Mùa giải            | Hạng đấu            | Trận         | Bàn          | Trận         | Bàn          | Trận          | Bàn           | Trận     | Bàn      | Trận | Bàn  | Trận      | Bàn       |
| --------------------- | ------------------- | ------------------- | ------------ | ------------ | ------------ | ------------ | ------------- | ------------- | -------- | -------- | ---- | ---- | --------- | --------- |
| Anderlecht            | 2013–14             | Belgian Pro League  | 29           | 1            | 2            | 1            | —             | —             | 4        | 0        | 0    | 0    | 35        | 2         |
| Anderlecht            | 2014–15             | Belgian Pro League  | 39           | 6            | 4            | 2            | —             | —             | 8        | 0        | 1    | 0    | 52        | 8         |
| Anderlecht            | 2015–16             | Belgian Pro League  | 34           | 6            | 2            | 1            | —             | —             | 9        | 0        | —    | —    | 45        | 7         |
| Anderlecht            | 2016–17             | Belgian Pro League  | 37           | 13           | 1            | 0            | —             | —             | 15       | 5        | —    | —    | 53        | 18        |
| Anderlecht            | Tổng cộng           | Tổng cộng           | 139          | 26           | 9            | 4            | 0             | 0             | 36       | 5        | 1    | 0    | 185       | 35        |
| Monaco                | 2017–18             | Ligue 1             | 27           | 0            | 2            | 0            | 1             | 0             | 4        | 0        | 35   | 1    |           |           |
| Monaco                | 2018–19             | Ligue 1             | 20           | 5            | 1            | 0            | 2             | 0             | 6        | 0        | 1    | 0    | 30        | 5         |
| Monaco                | Tổng cộng           | Tổng cộng           | 47           | 5            | 3            | 0            | 3             | 0             | 10       | 1        | 2    | 0    | 65        | 6         |
| Leicester City (mượn) | 2018–19             | Premier League      | 13           | 3            | 0            | 0            | —             | —             | —        | —        | —    | —    | 13        | 3         |
| Leicester City        | 2019–20             | Premier League      | 37           | 3            | 2            | 0            | 5             | 2             | —        | —        | —    | —    | 44        | 5         |
| Leicester City        | 2020–21             | Premier League      | 38           | 6            | 6            | 3            | 0             | 0             | 7        | 0        | —    | —    | 51        | 9         |
| Leicester City        | 2021–22             | Premier League      | 32           | 6            | 2            | 1            | 2             | 0             | 13       | 0        | 1    | 0    | 50        | 7         |
| Leicester City        | 2022–23             | Premier League      | 31           | 3            | 2            | 0            | 4             | 1             | —        | —        | —    | —    | 37        | 4         |
| Leicester City        | Tổng cộng           | Tổng cộng           | 151          | 21           | 12           | 4            | 11            | 3             | 20       | 0        | 1    | 0    | 195       | 28        |
| Aston Villa           | 2023–24             | Premier League      | 32           | 2            | 2            | 0            | 1             | 0             | 11       | 1        | —    | —    | 46        | 3         |
| Aston Villa           | 2024–25             | Premier League      | 0            | 0            | 0            | 0            | 0             | 0             | 0        | 0        | —    | —    | 0         | 0         |
| Aston Villa           | Tổng cộng           | Tổng cộng           | 32           | 2            | 2            | 0            | 1             | 0             | 11       | 1        | 0    | 0    | 46        | 3         |
| Tổng cộng sự nghiệp   | Tổng cộng sự nghiệp | Tổng cộng sự nghiệp | 369          | 54           | 26           | 8            | 15            | 3             | 77       | 7        | 4    | 0    | 491       | 72        |

1. ↑  Bao gồm Belgian Cup, Coupe de France và FA Cup
2. ↑  Bao gồm Coupe de la Ligue và EFL Cup
3. 1 2 3  Ra sân tại UEFA Champions League
4. ↑  Ra sân sáu lần tại UEFA Champions League, ra sân hai lần tại UEFA Europa League
5. ↑  Ra sân tại Belgian Super Cup
6. 1 2  Ra sân tại UEFA Europa League
7. ↑  Ra sân hai lần và ghi một bàn thắng tại UEFA Champions League, ra sân bảy lần và ghi bốn bàn thắng tại UEFA Europa League
8. 1 2  Ra sân tại Trophée des Champions
9. ↑  Ra sân năm lần tại UEFA Europa League, ra sân tám lần tại UEFA Europa Conference League
10. ↑  Ra sân tại FA Community Shield
11. ↑  Ra sân tại UEFA Europa Conference League

### Quốc tế
Tính đến 1 tháng 7 năm 2024
| Đội tuyển quốc gia | Năm       | Trận | Bàn |
| ------------------ | --------- | ---- | --- |
| Bỉ                 | 2016      | 2    | 0   |
| Bỉ                 | 2017      | 6    | 0   |
| Bỉ                 | 2018      | 11   | 0   |
| Bỉ                 | 2019      | 9    | 2   |
| Bỉ                 | 2020      | 6    | 2   |
| Bỉ                 | 2021      | 13   | 0   |
| Bỉ                 | 2022      | 10   | 1   |
| Bỉ                 | 2023      | 7    | 0   |
| Bỉ                 | 2024      | 5    | 3   |
| Tổng cộng          | Tổng cộng | 70   | 8   |

#### Bàn thắng quốc tế
Tính đến 22 tháng 6 năm 2024
Tỷ số và kết quả liệt kê bàn thắng của Bỉ được để trước, cột tỷ số cho biết tỷ số sau mỗi bàn thắng của Tielemans.
| # | Ngày                 | Địa điểm                                     | Đối thủ    | Bàn thắng | Kết quả | Giải đấu                                 |
| - | -------------------- | -------------------------------------------- | ---------- | --------- | ------- | ---------------------------------------- |
| 1 | 21 tháng 3 năm 2019  | Sân vận động Nhà vua Baudouin, Bruxelles, Bỉ | Nga        | 1–0       | 3–1     | Vòng loại UEFA Euro 2020                 |
| 2 | 10 tháng 10 năm 2019 | Sân vận động Nhà vua Baudouin, Bruxelles, Bỉ | San Marino | 6–0       | 9–0     | Vòng loại UEFA Euro 2020                 |
| 3 | 15 tháng 11 năm 2020 | Den Dreef, Leuven, Bỉ                        | Anh        | 1–0       | 2–0     | UEFA Nations League 2020–21 (hạng đấu A) |
| 4 | 18 tháng 11 năm 2020 | Den Dreef, Leuven, Bỉ                        | Đan Mạch   | 1–0       | 4–2     | UEFA Nations League 2020–21 (hạng đấu A) |
| 5 | 11 tháng 6 năm 2022  | Sân vận động Cardiff City, Cardiff, Wales    | Wales      | 1–0       | 1–1     | UEFA Nations League 2022–23 (hạng đấu A) |
| 6 | 26 tháng 3 năm 2024  | Sân vận động Wembley, Luân Đôn, Anh          | Anh        | 1–0       | 2–2     | Giao hữu                                 |
| 7 | 26 tháng 3 năm 2024  | Sân vận động Wembley, Luân Đôn, Anh          | Anh        | 2–1       | 2–2     | Giao hữu                                 |
| 8 | 22 tháng 6 năm 2024  | Sân vận động RheinEnergie, Köln, Đức         | România    | 1–0       | 2–0     | UEFA Euro 2024                           |